# Cheiridopsis
Ne doit pas être confondu avec le genre fossile de poissons Cheirodopsis.
Genre
Cheiridopsis N.E.Br. est un genre de plantes de la famille des Aizoaceae.
Cheiridopsis N.E.Br., in Gard. Chron. ser. 3. 78: 433 (1925), in clave ; et in Gard. Chron., ser. 3, 79: 406 (1926) [descr. ampl.]
Type : Cheiridopsis tuberculata (Mill.) N.E.Br. (Mesembryanthemum tuberculatum Mill.) ; Lectotypus [N.E.Br., in Gard. Chron. ser. 3. 79: 406 (1926)]

## Liste des sous-genres
- Cheiridopsis subgen. Cheiridopsis
- Cheiridopsis subgen. Aequifoliae H.E.K.Hartmann
- Cheiridopsis subgen. Odontophoroides H.E.K.Hartmann

## Liste des espèces
Selon Catalogue of Life (9 juillet 2014) :
- Cheiridopsis acuminata
- Cheiridopsis amabilis
- Cheiridopsis aspera
- Cheiridopsis brownii
- Cheiridopsis campanulata
- Cheiridopsis caroli-schmidtii
- Cheiridopsis delphinoides
- Cheiridopsis denticulata
- Cheiridopsis derenbergiana
- Cheiridopsis gamoepensis
- Cheiridopsis glomerata
- Cheiridopsis herrei
- Cheiridopsis imitans
- Cheiridopsis meyeri
- Cheiridopsis minor
- Cheiridopsis namaquensis
- Cheiridopsis nelii
- Cheiridopsis pearsonii
- Cheiridopsis peculiaris
- Cheiridopsis pillansii
- Cheiridopsis pilosula
- Cheiridopsis ponderosa
- Cheiridopsis purpurea
- Cheiridopsis robusta
- Cheiridopsis rostrata
- Cheiridopsis rudis
- Cheiridopsis schlechteri
- Cheiridopsis speciosa
- Cheiridopsis turbinata
- Cheiridopsis umbrosa
- Cheiridopsis umdausensis
- Cheiridopsis velox
- Cheiridopsis verrucosa

Selon GRIN (9 juillet 2014) :
- Cheiridopsis caroli-schmidtii (Dinter & A. Berger) N. E. Br.

Selon ITIS (9 juillet 2014) :
- Cheiridopsis inaequalis L. Bolus

Selon The Plant List (9 juillet 2014) :
- Cheiridopsis acuminata L.Bolus
- Cheiridopsis albirosa L. Bolus
- Cheiridopsis amabilis S.A.Hammer
- Cheiridopsis aspera L.Bolus
- Cheiridopsis brownii Schick & Tischer
- Cheiridopsis campanulata G.Will.
- Cheiridopsis caroli-schmidtii (Dinter & Berger) N.E.Br.
- Cheiridopsis delphinoides S.A.Hammer
- Cheiridopsis denticulata (Haw.) N.E.Br.
- Cheiridopsis derenbergiana Schwantes
- Cheiridopsis gamoepensis S.A.Hammer
- Cheiridopsis glomerata S.A.Hammer
- Cheiridopsis herrei L.Bolus
- Cheiridopsis imitans L.Bolus
- Cheiridopsis meyeri N.E.Br.
- Cheiridopsis minor (L.Bolus) H.E.K.Hartmann
- Cheiridopsis namaquensis (Sond.) H.E.K.Hartmann
- Cheiridopsis nelii Schwantes
- Cheiridopsis pearsonii N.E.Br.
- Cheiridopsis peculiaris N.E.Br.
- Cheiridopsis pillansii L.Bolus
- Cheiridopsis pilosula L.Bolus
- Cheiridopsis ponderosa S.A.Hammer
- Cheiridopsis purpurata L. Bolus
- Cheiridopsis purpurea L.Bolus
- Cheiridopsis robusta (Haw.) N.E.Br.
- Cheiridopsis rostrata (L.) N.E.Br.
- Cheiridopsis rudis L.Bolus
- Cheiridopsis schlechteri Tischer
- Cheiridopsis speciosa L.Bolus
- Cheiridopsis turbinata L.Bolus
- Cheiridopsis umbrosa S.A.Hammer & Desmet
- Cheiridopsis umdausensis L.Bolus
- Cheiridopsis velox S.A.Hammer
- Cheiridopsis verrucosa L.Bolus

Selon Tropicos (9 juillet 2014) (Attention liste brute contenant possiblement des synonymes) :
- Cheiridopsis acuminata L. Bolus
- Cheiridopsis alata L. Bolus
- Cheiridopsis albiflora L. Bolus
- Cheiridopsis albirosa L. Bolus
- Cheiridopsis altitecta Schwantes
- Cheiridopsis amabilis S.A. Hammer
- Cheiridopsis ampliata L. Bolus
- Cheiridopsis angustipetala L. Bolus
- Cheiridopsis aspera L. Bolus
- Cheiridopsis aurea
- Cheiridopsis ausensis L. Bolus
- Cheiridopsis bibracteata N.E. Br.
- Cheiridopsis bifida N.E. Br.
- Cheiridopsis borealis L. Bolus
- Cheiridopsis brachystigma L. Bolus
- Cheiridopsis braunsii Schwantes
- Cheiridopsis breachiae L. Bolus
- Cheiridopsis brevipes L. Bolus
- Cheiridopsis brevis Schwantes
- Cheiridopsis brevissima Govaerts
- Cheiridopsis brownii Schick & Tischer
- Cheiridopsis campanulata G.Will.
- Cheiridopsis candidissima N.E. Br.
- Cheiridopsis carinata L. Bolus
- Cheiridopsis carnea N.E. Br.
- Cheiridopsis caroli-schmidtii N.E. Br.
- Cheiridopsis cigarettifera N.E. Br.
- Cheiridopsis citrina L. Bolus
- Cheiridopsis compressa L. Bolus
- Cheiridopsis crassa L. Bolus
- Cheiridopsis cuprea L. Bolus
- Cheiridopsis curta L. Bolus
- Cheiridopsis delphinoides S.A. Hammer
- Cheiridopsis denticulata N.E. Br.
- Cheiridopsis derenbergiana Schwantes
- Cheiridopsis difformis N.E. Br.
- Cheiridopsis dilatata L. Bolus
- Cheiridopsis duplessii L. Bolus
- Cheiridopsis eburnea L. Bolus
- Cheiridopsis excavata L. Bolus
- Cheiridopsis framesii L. Bolus
- Cheiridopsis gamoepensis S.A. Hammer
- Cheiridopsis gibbosa Schick & Tischer
- Cheiridopsis glabra L. Bolus
- Cheiridopsis glomerata S.A. Hammer
- Cheiridopsis graessneri Schick & Tischer
- Cheiridopsis grandiflora L. Bolus
- Cheiridopsis hallii L. Bolus
- Cheiridopsis herrei L. Bolus
- Cheiridopsis hilmarii L. Bolus
- Cheiridopsis hutchinsonii L. Bolus
- Cheiridopsis imitans L. Bolus
- Cheiridopsis inaequalis L. Bolus
- Cheiridopsis inconspicua N.E. Br.
- Cheiridopsis insignis Schwantes
- Cheiridopsis inspersa N.E. Br.
- Cheiridopsis intrusa L. Bolus
- Cheiridopsis johannis-winkleri Schwantes
- Cheiridopsis latifolia L. Bolus
- Cheiridopsis lecta N.E. Br.
- Cheiridopsis leptopetala L. Bolus
- Cheiridopsis littlewoodii L. Bolus
- Cheiridopsis longipes L. Bolus
- Cheiridopsis luckhoffii L. Bolus
- Cheiridopsis macrocalyx L. Bolus
- Cheiridopsis macrophylla L. Bolus
- Cheiridopsis marlothii N.E. Br.
- Cheiridopsis meyeri N.E. Br.
- Cheiridopsis minima Tischer
- Cheiridopsis minor (L. Bolus) H.E.K. Hartmann
- Cheiridopsis mirabilis Schwantes
- Cheiridopsis multiseriata L. Bolus
- Cheiridopsis namaquensis H.E.K. Hartmann
- Cheiridopsis nelii Schwantes
- Cheiridopsis noctiflora L. Bolus
- Cheiridopsis olivacea Schwantes
- Cheiridopsis pachyphylla Schwantes
- Cheiridopsis papillata L. Bolus
- Cheiridopsis parvibracteata L. Bolus
- Cheiridopsis parvula N.E. Br.
- Cheiridopsis paucifolia L. Bolus
- Cheiridopsis pearsonii N.E. Br.
- Cheiridopsis peculiaris N.E. Br.
- Cheiridopsis peersii L. Bolus
- Cheiridopsis perdecora N.E. Br.
- Cheiridopsis pillansii L. Bolus
- Cheiridopsis pilosula L. Bolus
- Cheiridopsis ponderosa S.A. Hammer
- Cheiridopsis pressa N.E. Br.
- Cheiridopsis pulverulenta L. Bolus
- Cheiridopsis purparescens
- Cheiridopsis purpurascens N.E. Br.
- Cheiridopsis purpurata L. Bolus
- Cheiridopsis purpurea L. Bolus
- Cheiridopsis quadrifida Schwantes
- Cheiridopsis quadrifolia L. Bolus
- Cheiridopsis quaternifolia L. Bolus
- Cheiridopsis resurgens L. Bolus
- Cheiridopsis richardiana L. Bolus
- Cheiridopsis robusta N.E. Br.
- Cheiridopsis roodiae N.E. Br.
- Cheiridopsis rostrata N.E. Br.
- Cheiridopsis rostratoides N.E. Br.
- Cheiridopsis rudis L. Bolus
- Cheiridopsis scabra
- Cheiridopsis schickiana Tischer
- Cheiridopsis schlechteri Tischer
- Cheiridopsis serrulata L. Bolus
- Cheiridopsis speciosa L. Bolus
- Cheiridopsis splendens L. Bolus
- Cheiridopsis staminodifera L. Bolus
- Cheiridopsis subaequalis L. Bolus
- Cheiridopsis subalba L. Bolus
- Cheiridopsis tenuifolia L. Bolus
- Cheiridopsis truncata L. Bolus
- Cheiridopsis tuberculata (Mill.) N.E. Br.
- Cheiridopsis turbinata L. Bolus
- Cheiridopsis turgida L. Bolus
- Cheiridopsis umbrosa S.A. Hammer & Desmet
- Cheiridopsis umdausensis L. Bolus
- Cheiridopsis vanbredai L. Bolus
- Cheiridopsis vanheerdei L. Bolus
- Cheiridopsis vanzylii L. Bolus
- Cheiridopsis velox S.A. Hammer
- Cheiridopsis velutina L. Bolus
- Cheiridopsis ventricosa N.E. Br.
- Cheiridopsis verrucosa L. Bolus